# 化学物質過敏症
化学物質過敏症（かがくぶっしつかびんしょう）または多種化学物質過敏状態（英語: MCS：Multiple Chemical Sensitivity）とは、通常の人であれば症状を出さないような微量な環境中の化学物質に反応して、種々の多彩な症状を訴える病態で、自覚症状が基本となる自律神経系の不定愁訴や精神神経症状をはじめとする多彩で非特異的な症状を訴える。国際化学物質安全性計画（WHO/IPCS）は、症状の原因が環境中の特定の化学物質とは断定できず、因果関係が証明できないことから「化学物質」という言葉は使わず、本態性環境不耐症（IEI：Idiopathic Environmental Intolerance）という言葉を使っている。
症状は、動悸、胸痛、発汗、息切れ、疲労、紅潮、めまいなど多彩であるが、臓器の機能障害など身体徴候が見られないものと定義される（通常の心電図や呼吸機能などの検査で異常がある場合は、他の疾患の可能性が高い）。現在のところ、そのメカニズムなどについては未解明であり、診断方法や治療方法なども確立していない。現在得られているエビデンスによると、化学物質過敏症は非心理的因子では説明できず、治療は心理的支援、および認知されているトリガーの回避であるが、トリガーが限定されていることはまれである。
MCSは、世界保健機関（WHO）、アメリカ医師会（AMA）、その他のいくつかの専門医療機関によって、化学物質が原因の病気として認められていない。盲検化された臨床試験では、MCS患者は化学的刺激と同様にプラセボにも強く反応することが示されており、症状の有無や重さは、化学的刺激が存在するという認識と関連している。一般的に原因とされる物質には、香水などの香料製品、農薬、プラスチック、合成繊維、煙、石油製品、塗料などに含まれる特定できない少量の化学物質への暴露がある他、ときには電磁界に対する過敏性によっても引き起こされる。
MCSは、「室内環境に由来する健康障害」であるシックハウス症候群（SHS）と混同されることがあるが、異なる疾患概念である。シックハウス症候群は、原因と考えられる環境から離れれば症状が改善するのに対し、化学物質過敏症では、特定の化学物質への接触がなくなっても症状が継続したり、全く異なる化学物質に対しても症状がみられる。
日本においては、北里大学の石川哲により独自の診断基準が設けられ、「化学物質過敏症（英語: CS：Chemical Sensitivity）」という名称が一般に使われている。CSと診断された症例の中には、中毒やアレルギーといった既存の疾病概念で把握可能な患者が含まれており、国際的に用いられるMCSとは異なる概念であると考えられる。また、化学物質の関与が明確ではないにもかかわらずCSと診断される傾向もあり、本病態について科学的議論を行う際の混乱の一因となっている。

## 原因
MSCの原因について、ほとんどのMCS研究者の間では、化学物質に対する過敏性とは特に関係がないということで合意されているが、これは症状が他の既知または未知の要因によって引き起こされる可能性を排除するものではない。様々な医療従事者や政府機関が、原因を探りながら、症状を訴える人に適切なケアを施すことに取り組んでいる。
化学物質過敏状態の発症メカニズムとしては、不快と感じる化学物質に対する条件反応的な「予期（反応）」によるという説もある。臨床試験ではプラセボ薬のノセボ効果として身体症状が報告されている。多くのMCS患者は、香水などの匂いを不快とするが、天然の植物から得られる精油の自然な香りには寛容である。MCSの研究では、低濃度の化学物質が患者の多彩な症状を引き起こしているとする客観的な根拠がない一方で、身体表現性障害の診断基準を満たすことから、それらの疾病が背景にあるとする意見もある。
MCS患者は、自らを危険な食物や化学物質が氾濫する敵対的な世界に身を置く免疫不全患者であるとし、多くの場合、彼らの生活の中心は病気である。中には、買い物をするときにガスマスクを着用したり、インクに含まれる毒素を発散させるために、郵便物や本を読む前に屋外に干す人などもいる。MCSの支持者たちは、免疫システムは化学物質で満たされ続ける樽のようなもので、それが溢れ出して症状が現れるのだと言う。また、感染症、ストレス、化学物質への暴露などの1度の重篤なエピソードが、「免疫系調節障害」の引き金になると言う人もいる。そのストレス要因には、都市の空気、排気ガス、タバコの煙、塗料、殺虫剤、プラスチック、新聞紙、香水、薬、調理に使われるガス、建築材料、合成繊維、家庭用洗剤、消毒用アルコール、水道水、電磁波など現代生活におけるあらゆるものが含まれている。しかし、このような低レベルの物質が、このような反応を引き起こす作用機序はなく、少量の無関係な化学物質（感染症や心理的ストレスも同様）の「総和」が、大量の単一化学物質の投与と同じ効果をもたらすわけでもない。薬物と同様、化学物質には特異的な作用があり、その発現と重症度は暴露量に依存する。
MCSの病因は明らかにはなっていないが、個々の患者には症状の緩和につながる支援が重要である。MCSの疾病概念事態が未確定であるため、現時点では証明された診断・治療法はなく、治療の目標は、永続的な治癒をもたらすことよりも、苦痛を伴う症状を減らし、雇用や社会的関係を維持できるようにし、生活の質（QOL）を改善することである。MCS患者において、個々の患者が何らかの症状があることは事実であり、訴えを「気のせい」あるいは単純な「メンタル不調」とせず、症状の緩和につながる支援を行うことが必要である。
電磁界に起因する本態性環境不耐症（IEI）については、2014年にWHOは、各国の政府は本態性環境不耐症を呈する人たちが本当に症状に苦しんでいることを無視すべきではないと報告書に記載している。報告書は、「現在までのところ、電磁界ばく露と電磁過敏症を結びつける科学的根拠はないが、政府は本態性環境不耐症を呈する人たちの症状が実在することに留意すべきであり、新しい技術で問題を未然に防止し、適切なリスク・コミュニケーションを実施し、バランスのとれた情報を提供し、関連する課題に関する対話を促進すべきである」と述べている。

## 症状
症状は、疲労や頭痛など曖昧で非特異的なものである。これらの症状は、障害を引き起こす可能性があるものの、特定の病状とは無関係である。
MCSに関連する不定愁訴には、抑うつ、イライラ、気分の落ち込み、集中力や思考力の欠如、記憶力の低下、疲労、眠気、下痢、便秘、めまい、精神的疲労（ブレイン・フォグ）、ふらつき、くしゃみ、鼻水、鼻づまり、喘鳴、目や鼻のかゆみ、皮膚の発疹、頭痛、胸痛、筋肉痛、関節痛、頻尿、心臓のドキドキ感、筋肉の不調和、体の各部位の腫れ、胃のむかつき、手足の指のしびれ、統合失調症に伴う精神病体験などがある。2万人以上の患者を治療してきたというウィリアム・レア博士は、「医学の教科書に載っているあらゆる症状が現れる可能性がある」と述べている。

## 診断
感染症などの化学物質以外の原因も考えて、発症部位の専門医（目なら眼科など）にまず受診するようにする。
診断は、まずは患者の訴える症状に耳を傾けながら、身体不調を化学物質が原因とは決めつけず、職場環境など、ストレスによる体調不良を起こしている可能性などをよく調べる。心理社会的ストレスによる体調不良やメンタルヘルスの問題など、他の既存の考え得る疾患である可能性を除外診断することが、適切な治療を行うために必要である。さらに、匂いと患者の身体不調との関係などを検討する。その際は、身体不調とシックハウス症候群との関連を検討し、化学物質だけでなくカビやダニアレルゲンなどの生物学的要因、湿度環境が原因になっていないかを検討する。診断は、同様の症状を示しうる疾患（アレルギー疾患、溶剤曝露、職業性喘息など）を除外する。ばく露濃度が低いと推定されるにもかかわらず症状が続くときには、本当に化学物質が症状に対して問題なのかどうかを再検討する必要がある。
MCSのような症状を訴える人は、うつ病や喘息などの一般的な症状から、労働災害時に記録された化学物質への暴露などのあまり一般的ではない状況まで、他の健康上の問題を抱えている可能性がある。MCSを訴える患者は、精神神経疾患（不安障害、気分障害、身体表現性障害）の合併率が（42 - 100%）と高いため、MCSの発症には、心理社会的ストレスの関与が示唆されている。これらの他の病態は、MCSの症状と関係がある場合もない場合もあるが、病歴、診察、定期的な医学的検査でその存在が示された場合はいつでも、適切に診断・治療する必要がある。

## 治療
治療は、「症状の原因と考えられる物質の回避」であり、ときに「精神療法」が行われる。精神療法は、原因が精神的なものであることを患者に納得させるために行うものではなく、患者が症状にうまく対処し、生活の質を改善できるようにすることを目標としている。医療従事者は、自ら毒素を分解して排泄する身体の自然な能力について有益な教育を提供し、積極的なセルフケアの努力を支援することができる。また、家から匂いの強い洗剤を取り除くなどして誘因を避けることで、症状を軽減し、適度に普通の生活を取り戻せる感覚を高めることができる。しかし、症状の原因と考えられる物質を避ける試みは難しい場合があり、また、その物質が症状の本当の原因ではない可能性があるため、避けても効果がない可能性がある。疑わしい誘因を避けようとする努力が裏目に出て、かえって有害な感情的副作用をもたらすことがある。過度の社会的孤立は避けるべきである。
MCS患者に対し、グルタチオンなどのいわゆる解毒剤やビタミン剤の投与が有害化学物質の代謝や排泄を促進するために使用されことがあるが、科学的に有効性は証明されておらず、このような解毒療法は米国内科学会やアメリカ医師会によって否定されている。米国アレルギー喘息・免疫学会（AAAAI）は、食事や化学物質の使用制限はする必要がなく、「転居による現在の環境からの退避」はむしろ社会とのかかわりを絶ち、患者を孤立させる恐れがあるのでするべきでないと注意をしている。デトックスなど、科学的に証明されていない治療法は、高価で、副作用を引き起こす可能性があり、適切な医療や精神医学的ケアが遅れ、逆効果になる可能性がある。公衆を保護するために、各州の免許委員会はそれらの活動を精査し、ケアの質が医療行為にとどまるものであるかどうかを判断すべきである。
マインドフルネス認知療法などは、症状を和らげて生活の質を向上させるために役立つ可能性がある。北欧では、マインドフルネス認知療法により、病気への対応力を向上させることができると考えられている。

## 予後
MCSに罹患していると主張する人の約半数は数年の間に快方に向かうが、約半数はつらい症状を抱え続けている。

## 定義
研究者や提唱者によって定義が異なるため、研究が複雑化し、診断に影響を与える可能性がある。例えば、1987年の定義では、化学物質への暴露後に突然症状が始まることを要求している。しかし、1996年のWHO/ICPSによる定義では、原因は他の医学的状態や心理的要因を含め、何でもあり得るとしている。
国際化学物質安全性計画
1996年、国際化学物質安全性計画（IPCS）は、症状の原因が環境中の特定の化学物質とは断定できず、因果関係が証明できないことから「化学物質」という言葉は使わず、本態性環境不耐症（IEI：Idiopathic Environmental Intolerance）という用語を使うよう提案した。IPCSは、世界保健機関（WHO）、国連環境計画（UNEP）、国際労働機関（ILO）の共同事業である。その後、米国アレルギー喘息・免疫学会（AAAAI）や米国産業環境医学協会の委員会も、IPCSと同様の見解を示した。IPCSは、IEIについて次の3つの診断要件を提示している「1：後天的に発症し（生まれつきのものではない）、複数の再発性の症状を生じること」「2：その症状は、『大多数の人々が十分に許容できる複数の環境的な影響』と密接な関係があること」「3：他の医学的・精神的疾患では説明できないこと」。
国際統計疾病分類
世界保健機関（WHO）が管理する国際疾病分類（ICD）は、MCSやIEを個別の疾患として記載していない。ICDは、医療費請求と統計の目的で使用される医療コード体系であり、人が病気であるかどうかや、症状の集まりが単一の病気を構成するかを判断するためのものではない。WHOは、ICD-10の解説において、労働と関連が疑われる詳細不明の健康問題に対しては、最も重大な症状について、一次診断としてまずコード化し、他の症状は二次診断としてコード化する必要があると書いている。ドイツの公的医療サービスでは、ICD-10コード「T78.4」でMCS関連の医療サービスを請求することを医療機関に許可している。医療費の支払いを受けたり、特定できない特異反応について統計を取ることは、MCSが特定の疾患として認識されていることや、ドイツ政府によって特定の原因が定義されていることを意味するものではない。日本では2004年、ICD-10に対応した傷病名において、「シックハウス症候群」が登録され、基本分類コードとしてICD-10のT52.9（有機溶剤の毒作用）が付与されている。また、2009年には「化学物質過敏症」が登録され、基本分類コードとしてICD-10のT65.9（詳細不明の物質の毒作用）が付与されている。

### 日本
環境省は、「化学物質過敏症」を「本態性多種化学物質過敏状態」と称している。2000年、環境省（旧環境庁）の「本態性多種化学物質過敏状態の調査研究」報告書は、「『本態性多種化学物質過敏状態（いわゆる化学物質過敏症）』については、現時点ではその病態生理と発症機序は未だ仮説の段階にあり確証に乏しい」と指摘している。
2004年、厚生労働省の「室内空気質健康影響研究会報告書」は、「化学物質過敏症（CS）」の呼称について、「MCS（多種化学物質過敏状態）に相当する病態として示す医学用語として必ずしも適当であるとは考えられない」との見解を示した。報告書は、「化学物質過敏症」という用語や見解の整理を以下のように行っている。
「国内で『化学物質過敏症』と診断された症例の中には、中毒やアレルギーといった既存の疾病概念で把握可能な患者が少なからず含まれており、既存の疾病概念で説明可能な病態について『化学物質過敏症』という名称を用いることが、化学物質過敏症に対する科学的議論を行う際に妨げになっている」「化学物質の関与が明確ではないにもかかわらず、臨床症状と検査所見の組み合わせのみから『化学物質過敏症』と診断される傾向があることも、本病態について科学的議論を行う際の混乱の一因となっている」「非アレルギー性の過敏状態としてのMCSについて、その病態の存在を否定するものではないが、MCSに相当する用語として『化学物質過敏症』が適当であるとは言えないため、既存病態との分別が可能な臨床検査法及び診断基準が開発され、研究が進展することを期待する」。
2017年、衆議院で、国務大臣や政府参考人は「いわゆる『化学物質過敏症』について、病態や発症メカニズムが不明で、医学的に確立された定義や診断基準が存在しない」と答えている。
北里大学による定義
日本では、化学物質過敏症の診断基準として、1990年年代に北里大学の石川哲らが提示した独自の診断基準が設けられ、「化学物質過敏症（CS：Chmical sencitivity）」の名称が一般に使用されている。CSと診断された症例の中には、中毒やアレルギーといった既存の疾病概念で把握可能な患者が含まれており、「シックハウス症候群は化学物質過敏症の一つの病態」「化学物質過敏症はシックハウス症候群の重症化した病態」などの説明がなされるなど、国際的に用いられるMCSとは異なる概念であると考えられる。また、化学物質の関与が明確ではないにもかかわらず、臨床症状と検査所見の組み合わせのみからCSと診断される傾向もあり、本病態について科学的議論を行う際の混乱の一因となっている。
日本における化学物質過敏症は、主に柔軟剤や化粧品などに含まれる香料を中心とした「匂い」に対する過敏症状を指すことが多く、「香害」とも呼ばれている。香害は、は消費者庁や各自治体などによっても定義されているが、健康被害との関係については、厚生労働省などは「症状を引き起こすメカニズムに未解明な部分が多い」としている。シックハウス症候群については多くの自治体、保健所などに相談窓口がある。化学物質の健康影響は、大量に摂取したときに起きる急性中毒や発がんなどの影響については研究が進んでいるが、微量（空気1立方メートルにマイクログラムの量程度）の化学物質による影響やメカニズムは未解明であり、体調不良との関係は明確には証明されていない。
CSの診断基準は、頭痛、倦怠感・疲労感、筋肉痛、関節痛の4つの主要症状のうち1つ以上と検査所見および精神的影響や皮膚状態などの軽微な症状が組み合わされていることを必要としている。検査所見は、副交感神経の異常、SPECT検査で診断された大脳皮質機能障害、視空間異常、眼球運動異常、誘発試験陽性などが定義されている。検査項目として挙げられている症状や検査所見は眼科検査が主体であるうえ、特定の化学物質へのばく露によると特異的に認められるものではないことに注意が必要である。
相談・外来診療
CS専門外来などを設ける医療機関もあるが、医学的なエビデンスが解明されず、治療法が確立していないため、縮小・閉鎖されて少なくなっている。
- 室内空気の化学的汚染を極力排除するように設計された診察設備、環境コントロール施設（Environmental Control Unit、ECU、クリーンルーム）を有する医療施設[44]。
  - 北里研究所病院 - 年に北里研究所病院臨床環境医学センターが設立された。2009年2月、クリーンルーム廃止、一般診療室にて診療[43]。2019年12月、環境医学外来（アレルギー科・化学物質過敏症外来）の診療終了[45]。
  - 国立病院機構盛岡病院  -  化学物質過敏症・環境アレルギー外来の新患受付中止[46]。外来では、食べ物や薬物、食品添加物、電磁波による健康障害が疑われる患者も対象にしていた[46]。治療は、解毒と原因物質の除外などを行い、家に空気清浄機を置いたり、アースを使って電磁波対策などを行った[20]。
  - 国立病院機構相模原病院 - 2016年3月末、シックハウス症候群外来を閉鎖[47]。
  - 国立病院機構高知病院 - アレルギー科に化学物質過敏症（シックハウス症候群）外来があるが、要予約で水曜のみ[48]。
  - 国立病院機構福岡病院 - 化学物質過敏症やシックハウス症候群の診療は現在行っていない[49]。
  - 東京労災病院 - 2009年1月、環境医学研究センター（シックハウス科）の新患受け入れ中止[43][50]。
  - 関西労災病院 - 2008年10月、専門外来休診の後[43]、2009年4月より再開するも2015年には化学物質過敏症外来を閉鎖。

保険適応
日本では、2004年にシックハウス症候群（SHS）が、2009年に化学物質過敏症（CS）が保険病名収載となったが、2020年時点においても、どのような検査や治療が保険適応になるのは決まっていない。SHSはICD-10コード T52.9「有機溶剤の毒作用：有機溶剤、詳細不明」として、CSはICD-10コード T65.9「詳細不明の物質の毒作用」として登録された。保険病名収載となったことで、診断書の発行が可能になり、障害年金や労災の申請がしやすくなった。2010年、有機溶剤を扱う業種で勤務し、化学物質過敏症による眼球運動障害を患った男性が、労災と認定された。また、2015年、ガスボンベの再生作業に従事したことにより化学物質過敏症を発症したとの主張につき、労災認定では否定され、取消訴訟の第一審でも行政の判断が支持されていたが、控訴審において業務起因性が肯定された例がある。

## 歴史
- 1950年代、MCSの基礎となる概念は、アメリカのアレルギー専門医であるセロン・ランドルフ医師（1906-1995）によって開発された[21][19]。彼は、通常安全と考えられているレベルをはるかに下回る量の物質にさらされた患者が病気になったと主張した[19]。1965年、ランドルフは臨床生態学会を設立した[21]。アレルギーの定義にこだわったこと、免疫系や毒素が人に与える影響について特異な説を唱えたことで、彼の推進する考え方は広く否定され、臨床生態学は医学的な専門分野として認知されなかった[21]。
- 1950年代以降、化学物質過敏症をめぐる科学には、遺伝学、神経学、免疫系、嗅覚、酸化ストレス、精神などに基づく多くの仮説が提示されてきた[55][19]。
- 1987年、化学物質に曝露される機会の多い労働者を診察していたマーク・カレンが、多種化学物質過敏症（MCS：Multiple Chemical Sensitivity）という概念を提唱した[17]。これは、慢性または大量の化学物質に曝露された後、極めて微量の化学物質に過敏反応し、多岐にわたる症状を示す疾患であるとされた[17]。
- 1990年代には、慢性疲労症候群、線維筋痛症、湾岸戦争症候群との関連性が指摘された[56]。
- 1994年、アメリカ医師会（AMA）、米国肺協会、米国環境保護庁、米国消費者製品安全委員会は、室内空気汚染に関する小冊子を発行し、「MCSの病態は明確に証明されていない」「患者がMCSに関係すると自己診断している症状が、実際にはアレルギーに関係していたり、心理的な要因がある可能性がある」「医師は症状の緩和を求める患者に、これらの分野の専門家に相談することが有益であることを勧めること」と記載している[57]。
- 米国労働安全衛生局（OSHA）は、MCSは非常に議論の多い疾患であり、MCSの原因とされるもの（アレルギー、免疫系の機能不全、神経生物学的感作、様々な心理学的理論）とその症状との関係を説明する科学的根拠は不十分であるとしている[58]。
- 米国アレルギー喘息・免疫学会（AAAAI）、米国内科学会、米国カリフォルニア医学協会は、既存の論文をレビューし、「MCSを支持する科学的論文はみつからなかった」とする意見表明を学術誌に掲載した[14]。
- 米国産業環境医学協会、アメリカ医師会、全米研究評議会、米国健康科学会、カナダオンタリオ州厚生省、英国王立医師協会なども、「MCSの定義、診断法や治療法には科学性な根拠がない」とする意見表明や報告を学術誌に発表している[14]。
- ドイツ連邦保健省やドイツ環境省などと共同で国際化学物質安全性計画（IPCS／UNEP-ILO-WHO）が組織したワークショップの報告書では、化学物質過敏症は化学物質ばく露と症状との間に因果関係を示す根拠がないことから「本態性環境不耐症（IEI）」と呼んでいる[14]。

## 研究
介入研究
- 1990年代、アメリカで行われた空気中に浮遊する化学物質に対するMCS患者の感受性を調べた二重盲検試験では、症状の原因と考えられる化学物質と新鮮な空気との差は見られなかった[59][60]。
- 2008年、ドイツで行われたクリーンルーム内でMCS患者が空気中の溶剤とプラセボを区別できるかを調べた二重盲検試験では、患者と対象者、曝露と非曝露時の症状の変化に差はなかった[1][19][61]。
- 日本でも環境省の研究費で、2005（北里大学）、2009（国立相模原病院）、2012年（関西労災病院）に3つの研究が行われた[1][14]。これらのCS患者を対象にしたクリーンルーム内における単盲検試験では、化学物質の曝露と非曝露時の症状の変化に差はなかった[1][14]。

文献研究
- 2018年のシステマティック・レビューでは、特異的な性格特性と感覚処理経路の異常の組み合わせがこの症状を最もよく説明する証拠があると結論づけられた[62]。
- 2021年、ケベック州の公衆衛生機関であるINSPQは、MCSに関する4000以上の論文を分析した報告書を発表し、MCSは微量の化学物質が原因ではなく、危険の予期が衰弱させるような身体症状を引き起こす一種の不安障害であると結論付けた[63][64]。

疫学研究
化学物質過敏症（MCS）の有病率は、使用する診断基準によって異なる。この症状は先進国全体で報告されており、男性よりも女性に多くみられる。慢性疲労症候群の患者の40％、 線維筋痛症の患者の16％が、化学物質過敏症を併発している。
- 2014年、カナダ保健省の調査では、カナダ人男性の0.9％、女性の3.3％が医療従事者からMCSの診断を受けていると推定された[18][66]。
- 2018年、アメリカの論文では、診断されたMCSの有病率が過去10年間で300％以上、自己申告の化学物質過敏症が200％以上増加したと報告された[67]。
- 2018年、オーストラリアで行われた18歳から65歳までの1098名のオンライン調査では、6.5％がMCSの医学的診断を受けており、18.9％が複数の化学物質に対する有害反応を持っていると回答した[68][69]。また、MCS患者のうち74.6%が喘息または喘息様症状と診断され、91.5%が香料に敏感で、56.3%が香料により呼吸困難を、46.5%が頭痛を起こすと回答している[69]。MCS患者のうち55.4%は、化学物質への暴露によって引き起こされる症状が、生活に支障をもたらす可能性があることも分かった[69]。オーストラリアにおいてはMCS患者数として100万人、それ以外にも化学物質に過敏な者の数が200万人と予測されると記載している[69]。
ただし、このような疫学調査は、「自己報告データに依存している」「暴露と影響との時間的関連性の調査に限界がある」「化学物質過敏症には標準的な診断基準がない」などの限界がある[69]。また、既存の疾病概念で把握可能な疾患が含まれていることが指摘されている[14]

## 化学物質過敏症に関する議論
懐疑的見解
化学物質過敏症とされる症状については科学的・疫学的な立証を経たものは少ない。微量の化学物質が多彩な症状を引き起こしているとする客観的な証拠がなく、においや先入観により引き起こされていると考えられることなどから、「化学物質過敏症」という名称自体が適当でないとする意見があり、その診断名称が拒否されている。WHOのICD-10（国際疾病分類）にも化学物質過敏症は疾患として記載されていない。また、化学物質過敏症は身体表現性障害の診断基準を満たし、心因性とする意見があり、患者本人が精神疾患であることを認めず身体疾患であることに固執したり、種々の自律神経機能検査で異常を呈することもそれが原因と考える事もできる。全体として化学物質過敏症の存在可能性は否定し尽くされた訳ではないが、包括的に「化学物質過敏症」として症状を一般化させ患者の恐怖を煽る手法については、疑似科学、およびそれを利用した商法の一種であるという指摘もされている。また、化学物質過敏症と診断された患者に対して、認知行動療法や抗うつ薬による精神医学的な治療、あるいは祈りなどが功を奏した例が報告されている。シックハウス関連の厚生労働省資料にも「化学物質曝露と症状の関係は否定的」「科学的には化学物質曝露と身体反応には関連はなく、症状の原因が化学物質とはいえない」との記載がある。
疑わしい診断と治療
MCSを診断・治療する医師の多くは、自らを「臨床生態学者」あるいは「環境医学の専門家」と名乗っているが、医学の専門分野としては認められていない。1965年にセロン・ランドルフが臨床生態学会として設立したAAEMは、主に医学博士とオステオパシー医で構成されている。MCS患者は、症状を「身体的」に説明してくれる人を探し求めるが、臨床生態学者が治療に積極的に参加するよう促すと、多くの患者は安心する。しかし、彼らが受ける治療は、利益よりも害の方がはるかに多い可能性もある。2016年11月、AAEMには、世界中で244人の開業医がいるが、このうち少なくとも26人が免許委員会の処分を受けている。
- 臨床生態学者は、アメリカ医師会[82][83]、カナダ精神医学会、国際規制毒性薬理学会、米国アレルギー喘息・免疫学会（AAAAI）[84]、米国産業環境医学協会[85]、カリフォルニア州医師会[86]など、権威ある科学委員会によって厳しく批判されてきた[19][87]。
- 臨床生態学者の多くは、免疫機能や特定の化学物質への暴露に関連した検査を行い、血液、尿、脂肪、毛髪のサンプルからさまざまな環境化学物質を調べることがある[19]。その他の血液検査では、免疫グロブリン、その他の免疫複合体、リンパ球数などを評価することもある。これらの検査のなかには、プロトコルが確立しておらず、標準化されていないものもあり、MCS患者における変化のパターンが一貫していることを証明したものはない[19]。
- 化学物質を10億分の1の濃度で検出できる血液検査に基づく治療法があり、臨床的に重要であるというには低すぎるレベルが、異常で有害な化学物質への曝露であると解釈された場合、患者には「デトックス（解毒）」や「浄化」によって望ましくない化学物質を体から洗い流すことができるとアドバイスされる[19]。この療法には、運動、サウナ、マッサージ、ハーブパック、メガビタミン療法、空気清浄機の使用などが含まれる[19]。
- MCSの心理社会的合併症は、原因物質との接触を避けるように勧められることに起因し、その結果、患者は社会的制約を受けたり、引きこもったりするようになる[88]。この場合の経済的コストは大きく、患者は自宅に「安全な」部屋を追加したり、家を建て替えたりするよう指示されることがある[88]。特に仕事を辞めたり、汚染物質のない環境を求めて長距離を移動したりする場合は、莫大な費用がかかる[88]。
- 1986年、スタンフォード大学のアッバ・テール医学博士は、臨床生態学者の治療を平均2年間受けた50人の患者について調べたが、患者のほとんどは労災申請をしていた[89]。患者のうち14人は地方への移住を勧められ、数人にはビタミンとミネラルのサプリメント、ガンマグロブリン、インターフェロン、女性ホルモンなどが投与された[89]。治療により、26人の患者は症状の軽減を報告せず、22人は悪化し、2人が改善した[89]。1989年、テール博士は、90人の患者について同様に報告し、そのうち32人が「カンジダ過敏性」と診断されたことを指摘した[85][19]。これは、米国アレルギー免疫学会によって「推測の域を出ず、証明されていない」とされた流行りの診断だった[85][19]。
- 1991年、ニューヨーク市の陪審団は、ニューヨーク市の臨床生態学者による数年間の治療の後、29歳で自殺した男性に対し、損害賠償として48万9000ドル、懲罰的損害賠償として41万1000ドルを言い渡した[90]。この患者は妄想型統合失調症で、"食べ物に狙われている "と考えていたが、医師はこの男性を「万能反応器」と診断し、生き続けるためには「純粋な」環境で生活し、制限された食事をし、栄養補助食品を摂取しなければならないと助言していた[90][19]。
- 2万人以上のMCS患者を治療してきたというウィリアム・レア博士とアルフレッド・ジョンソンは、テキサス州医師会から懲戒処分を受けたことがある[91]。2002と2007年には、疑似科学的な検査法を用い、無意味な治療を提供したことなどにより告訴されている[92][93][94][95]。